# Pentademites
Els pentademites (llatí: pentademitae) foren una tribu de la regió de Teuthrània a Mísia. Són esmentats per Claudi Ptolemeu.